# De Zingende Brug
De Zingende Brug (in het Duits Die Klingende Brücke en het Frans Le Pont Chantant) is een vereniging van rond 20 zanggroepen (liedstudio's en zangateliers), die in oorspronkelijke Europese talen zingen. Ze werd in 1949 door de Weense filoloog Josef Gregor (1903-1987) in het Duitse Essen opgericht en bevat bijna duizend vaste deelnemers in Duitsland, België en Frankrijk. Die Klingende Brücke ontstond als onderdeel van de Britse organisatie 'The Bridge - Die Brücke' die de heropbouw en heropvoeding van het naoorlogse Duitsland tot doel had.
In de zangateliers worden de liederen uit het repertoire van alle Europese talen in eerste instantie in detail uitgelegd, indien mogelijk door moedertaalsprekers en vervolgens geoefend en gezongen. Het gaat meestal om mooie, oude volksliederen. Sinds recenter tijden worden ook niet-Europese volksliederen ingelast.
Bekende personen binnen de Zingende Brug zijn de musicoloog en Leuvenaar Mik Deboes en de taalkundige Veerle De Leyn uit Gelsenkirchen.